# Pelyhestönkű fülőke
A pelyhestönkű fülőke (Gymnopus confluens) az Omphalotaceae családba tartozó, Eurázsiában és Észak-Amerikában elterjedt, lomberdőkben és fenyvesekben élő, nem ehető gombafaj. 

## Megjelenése
A pelyhestönkű fülőke kalapja 1-3 (4) cm széles, alakja eleinte kúpos vagy domború, később szabálytalanul kiterülő, közepén esetenként kis púppal. Széle finoman bordázott, néha szabálytalan. Felszíne sima, esetleg alig benőtten szálas. Színe halványbarna, a közepén sötétebb árnyalatú.
Húsa vékony, vizenyős, színe barnás. Szaga és íze kellemes, nem jellegzetes.  
Sűrű lemezei felkanyarodók. Színük szürkés.
Tönk 4-6 (8) cm magas, 0,2-0,9 cm vastag. Alakja nyúlánk, hengeres, esetenként görbülhet. A kalapból gömbölyűen kifordítható. Színe vörösbarnás, lefelé sötétedik, tövénél fehéres micéliumszálakkal. Csoportosan nő.
Spórapora krémszínű. Spórája ellipszis vagy könnycsepp alakú, sima, mérete 6-10 x 3,5-5 µm. 

### Hasonló fajok
A kellemetlen, rothadt káposztaszagú borzastönkű fülőkével lehet összetéveszteni. 

## Elterjedése és termőhelye
Eurázsiában és Észak-Amerikában honos.
Lomberdőkben, néha fenyvesekben fordul elő kisebb csoportokban, esetenként tömegesen. Az avar szerves anyagait bontja. Júniustól októberig terem.  
Nem mérgező, de gasztronómiai szempontból jelentéktelen. 

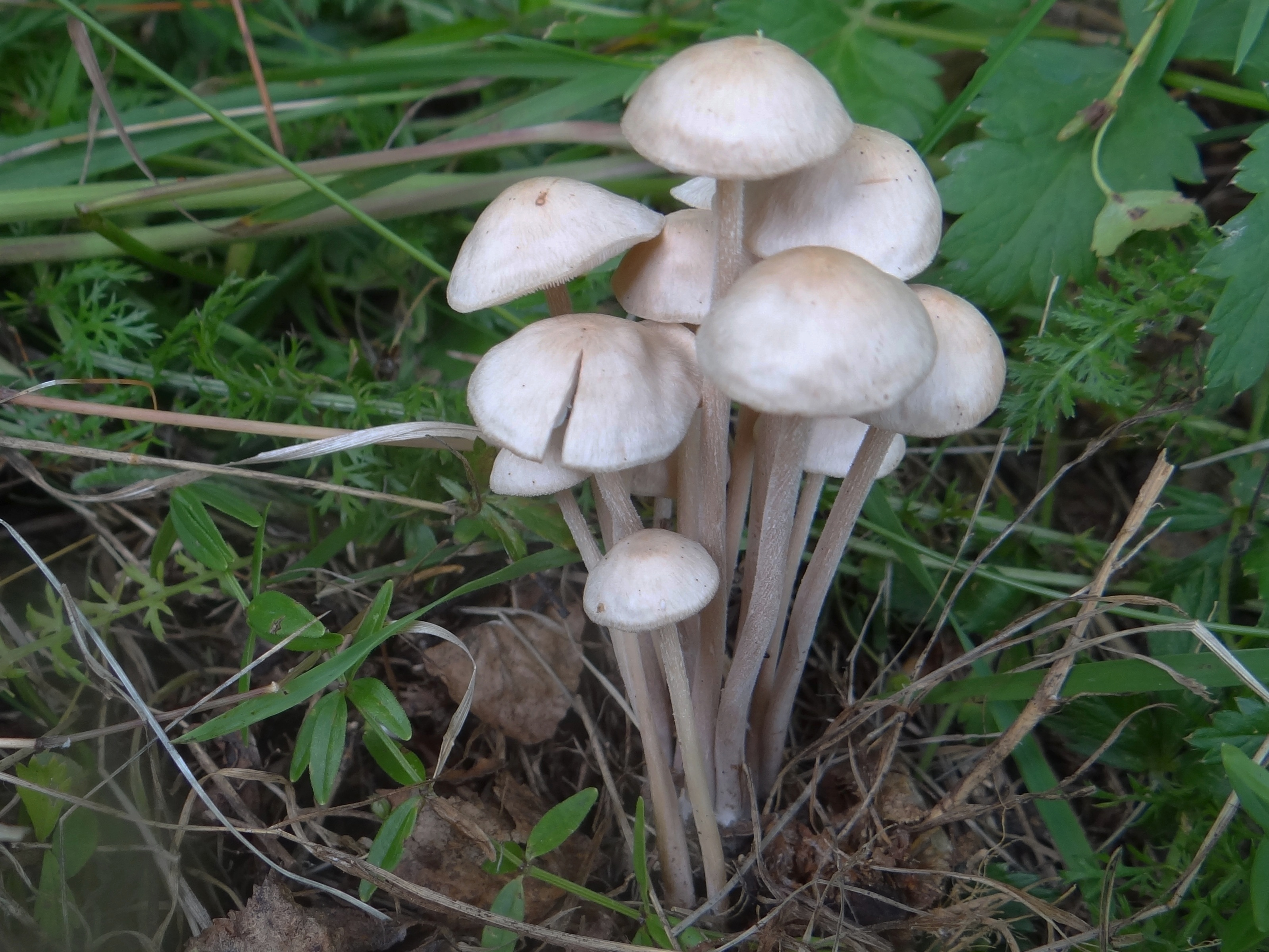
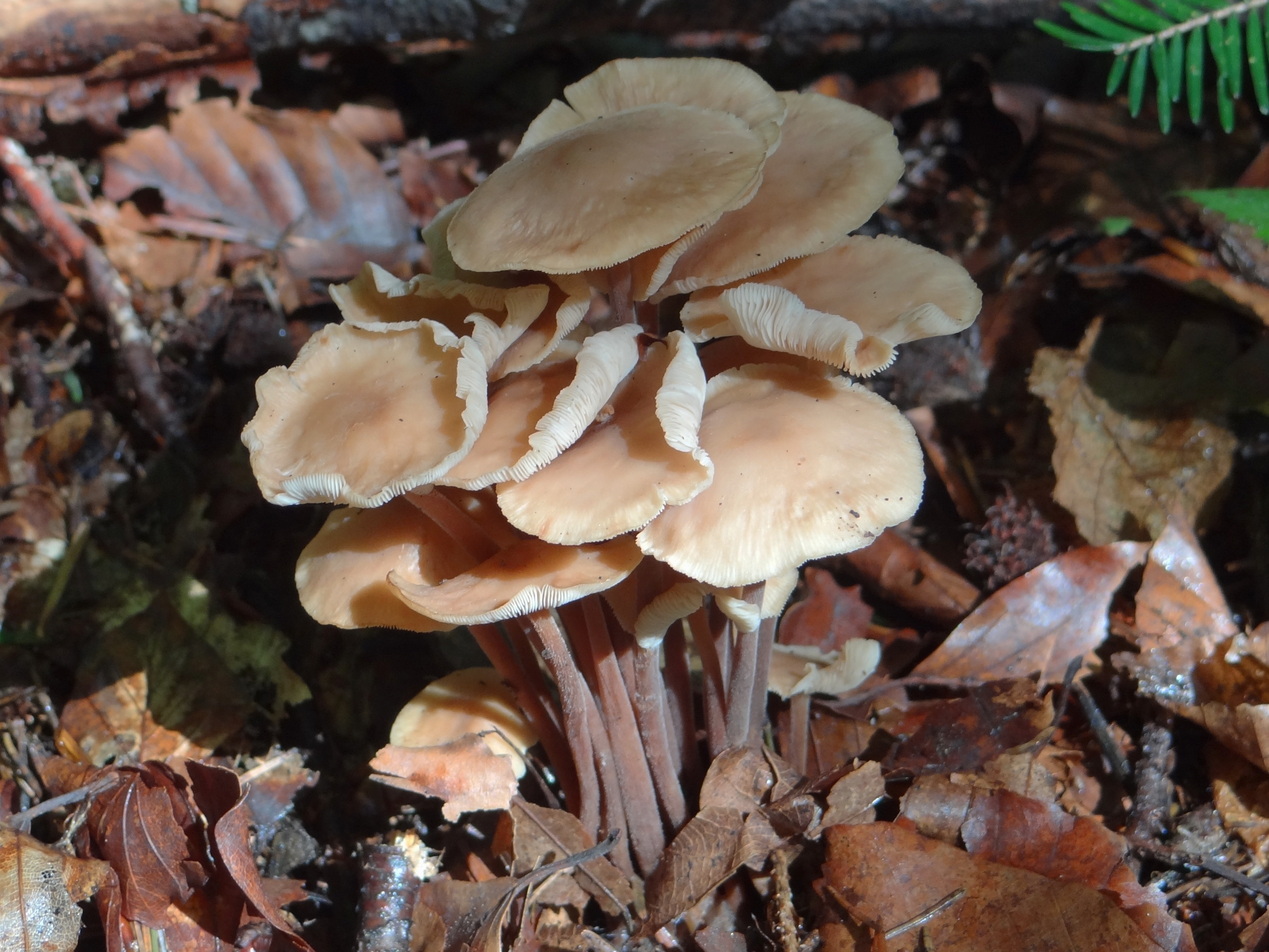
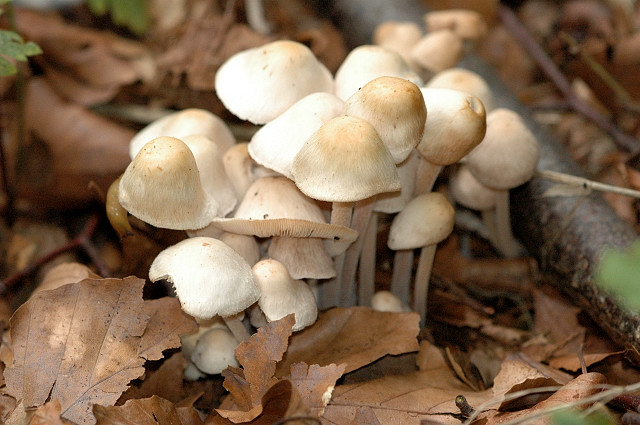
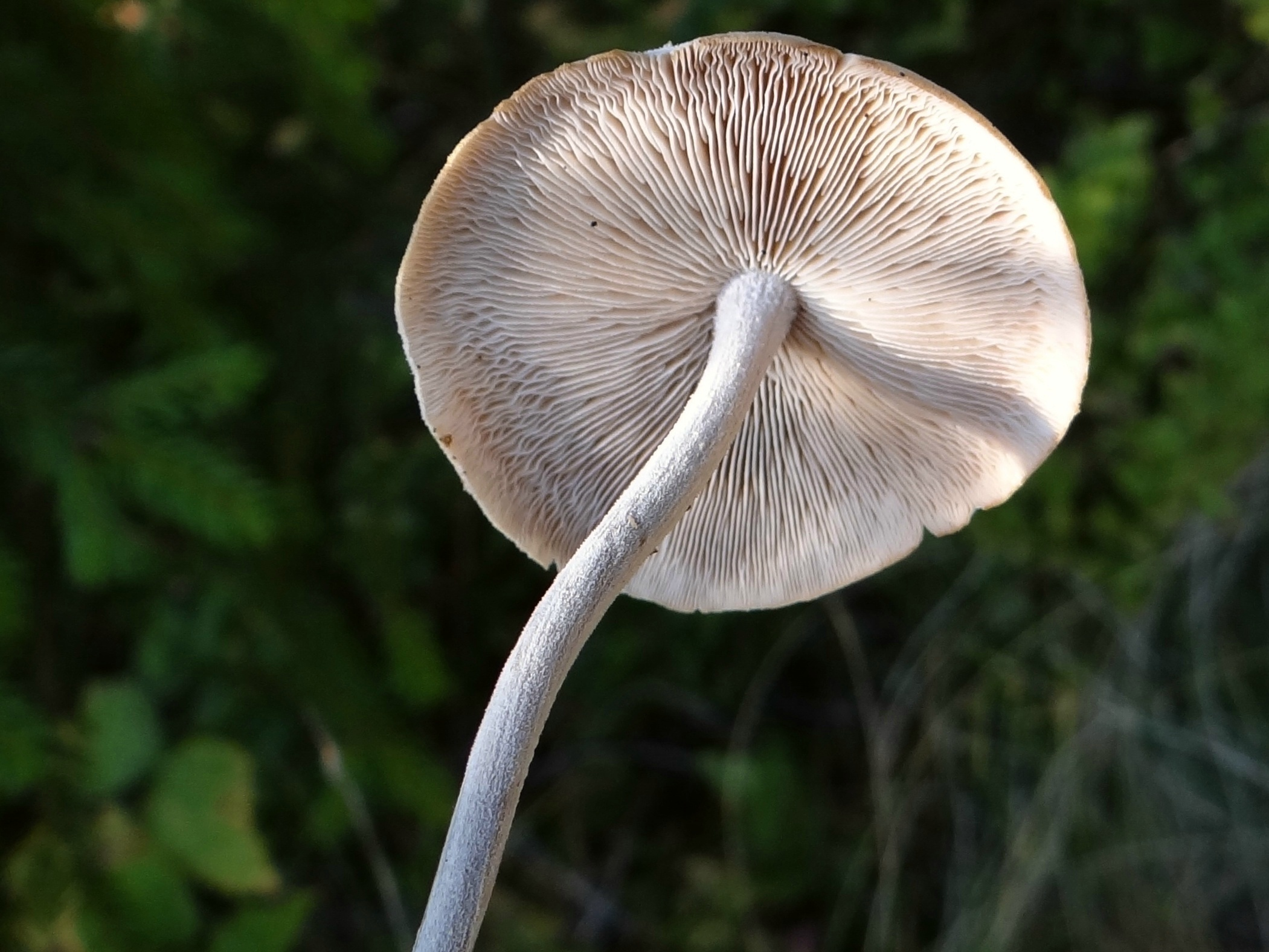
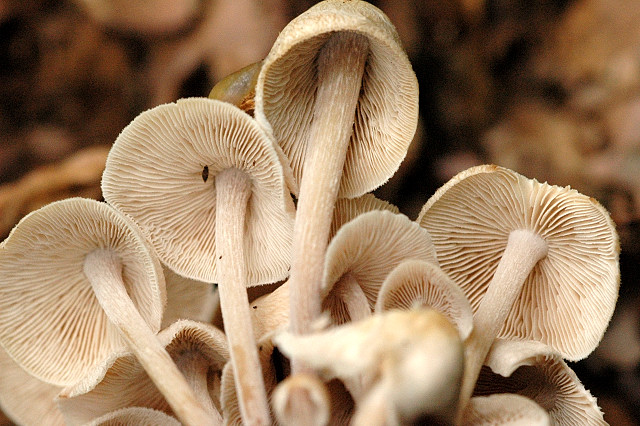